# Pétroglyphes de Puʻu Loa
Les pétroglyphes de Puʻu Loa, en anglais Puʻu Loa Petroglyphs, sont un site archéologique des États-Unis situé à Hawaï, au pied du Kīlauea. Ils se composent d'environ 23 000 gravures dans la lave composées le plus souvent de trous, groupés ou non, entourés d'un cercle ou non, et parfois d'autres formes, notamment anthropomorphiques. Il s'agit de la plus importante concentration de pétroglyphes dans l'archipel hawaïen.

## Toponymie
Puʻu Loa est un toponyme hawaïen construit avec les termes Puʻu qui signifie en français « colline » et Loa qui signifie « long »,. Il peut donc se traduire de manière littérale par « longue colline » mais le sens que donnent les Hawaïens est plutôt « colline de la longue vie »,.

## Géographie

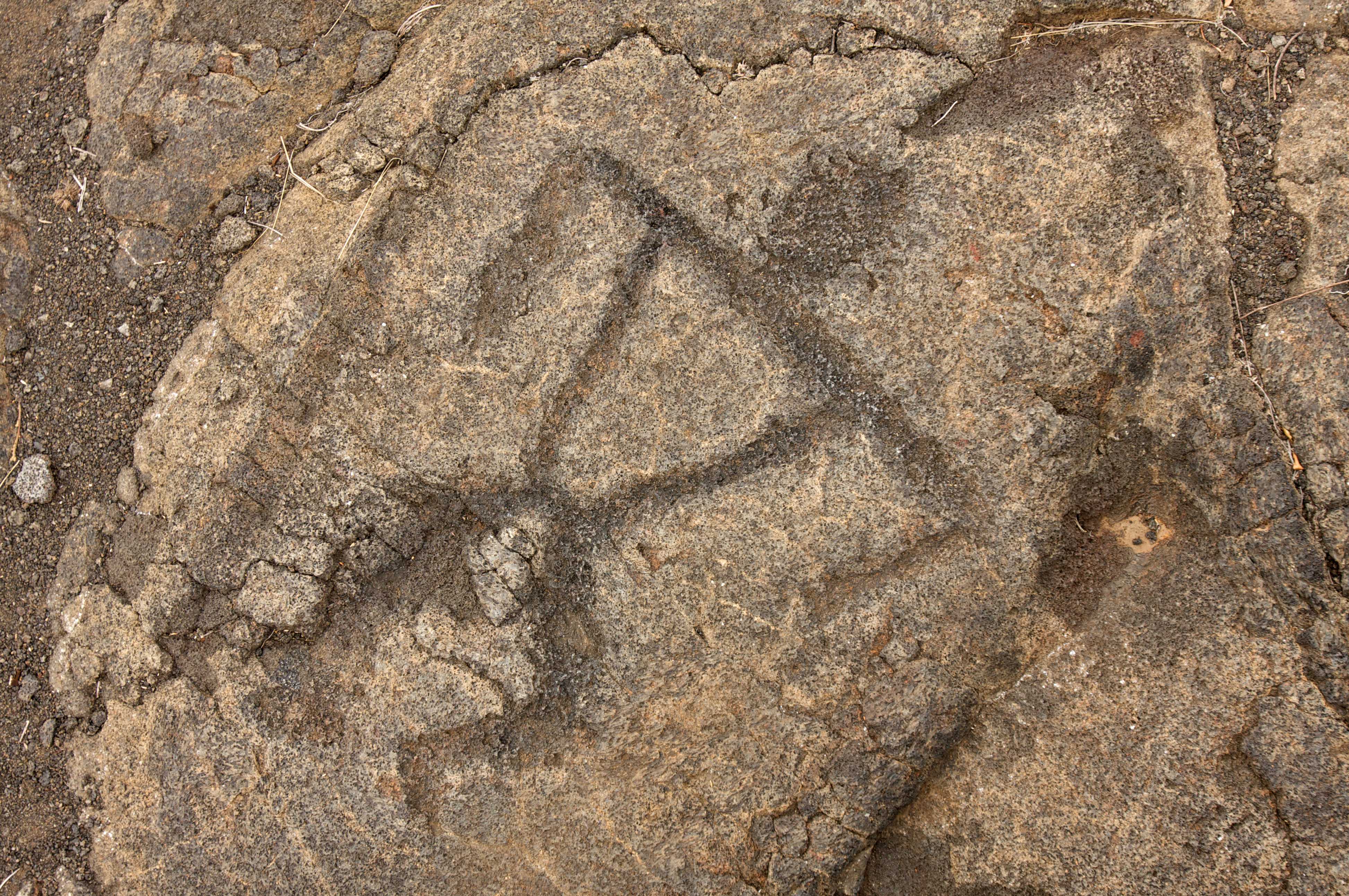
Pétroglyphe anthropomorphe.

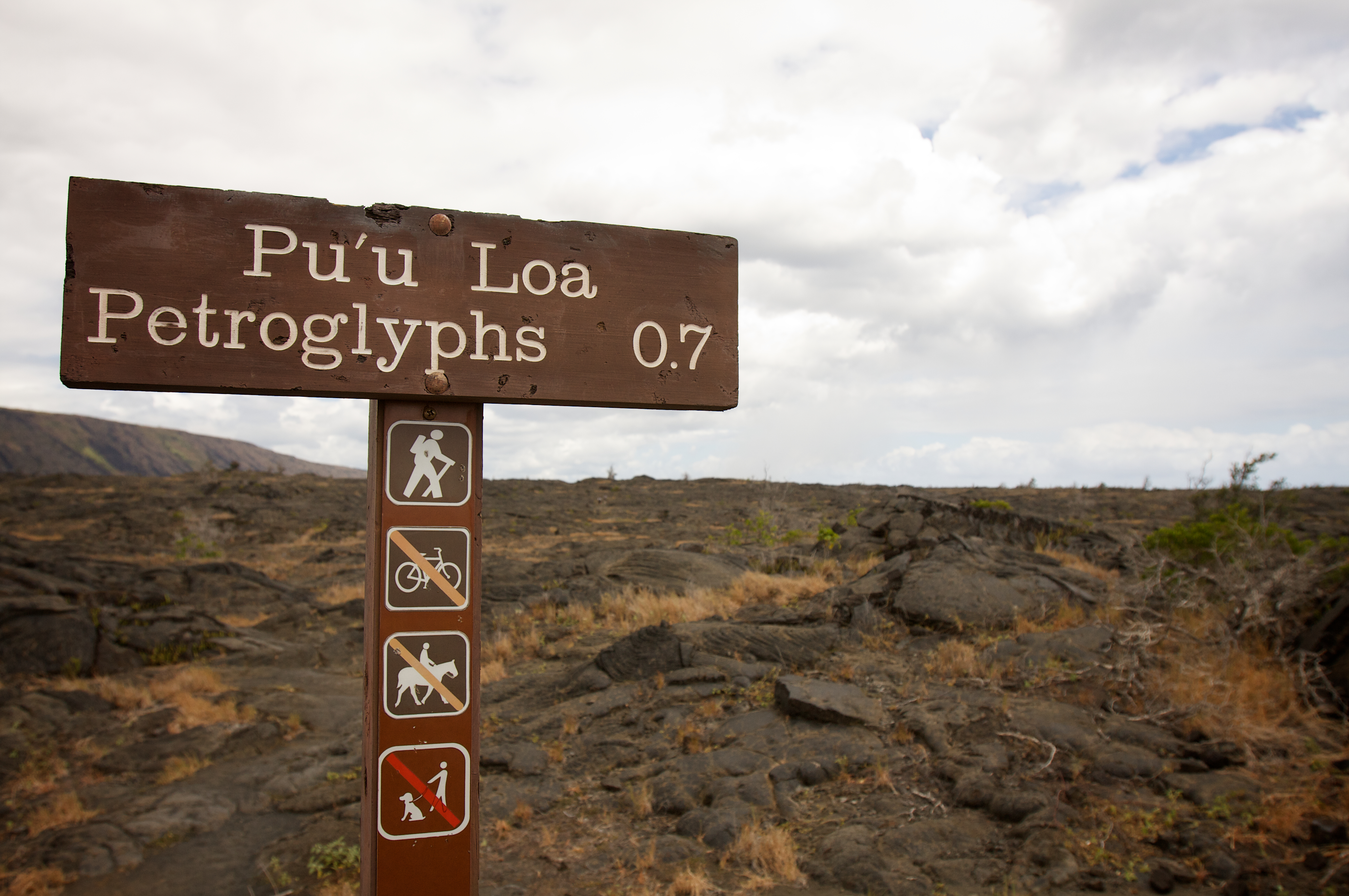
Panneau indicateur du Puʻu Loa Petroglyphs Trail conduisant aux pétroglyphes.

Les pétroglyphes sont situés aux États-Unis, dans le Sud-Est de l'archipel, de l'île et de l'État d'Hawaï. Ils se trouvent au pied du Kīlauea, au sud-est de son sommet, non loin de la côte pacifique, dans le parc national des volcans d'Hawaï et dans le district de Puna du comté d'Hawaï. Ils sont accessibles par le Puʻu Loa Petroglyphs Trail, un petit sentier de randonnée de 1,5 kilomètre de longueur débutant au point kilométrique 27 de la Chain of Craters Road et conduisant au Puʻu Loa, un tumulus de lave aux pentes douces,, qui culmine à 50 mètres d'altitude. La lave de ce secteur est datée des XIIIe au XVe siècle. Au niveau des pétroglyphes, le sentier est recouvert d'un ponton en bois,.
Le site regroupe plus de 23 000 gravures dans la lave pāhoehoe, la plus importante concentration de l'archipel, répartis le long de la piste côtière reliant Puna à Kaʻū, empruntée par les Hawaïens avant l'arrivée des Européens et qui est devenue le Puna Coast Trail,. Sur les pentes du Puʻu Loa en lui-même, 7 000 de ces gravures sont en forme de trous circulaires, les autres pétroglyphes, vraisemblablement plus jeunes, se trouvant au pied de la colline. Ces derniers peuvent prendre la forme de trous, de groupement de trous plus ou moins ordonnés et entourés ou non de cercles, voire représentant des formes humaines, des canoës, des motifs inspirés de l'art plumaire ou encore des formes géométriques. Les trous présentent 84 % des pétroglyphes et un cercle peut contenir jusqu'à une quarantaine de trous.

## Histoire
L'une des premières observations européenne des pétroglyphes est celle de William Ellis, un révérend qui est aussi le premier Européen à se rendre au sommet du Kīlauea. En 1823, il consigne par écrit ses observations qui décrivent les pétroglyphes et qui donnent les premiers éléments d'explication. Ainsi, ces gravures seraient l'équivalent des marques faites par les voyageurs sur les murs des monuments ou dans l'écorce des arbres pour laisser une trace de leur passage. Lorsqu'un ou plusieurs points se trouvent dans un ou plusieurs cercles concentriques, chaque point représente une personne et chaque cercle correspond à autant de circumambulation de l'île d'Hawaï. Lorsque le pétroglyphe est composé d'un cercle accompagné de marques gravées à côté, le cercle indique toujours la circumambulation mais les marques permettent de savoir combien de personnes l'ont entreprise. Une variante de ce dernier type de pétroglyphe est constituée non pas d'un cercle mais d'un demi-cercle, signe que la ou les personnes se sont rendues au Puʻu Loa puis ont rebroussé chemin jusqu'à leur domicile.
En 1914, l'anthropologue américaine Martha Warren Beckwith fournit une autre explication de ces pétroglyphes à l'issue de sa visite au Puʻu Loa. Une coutume hawaïenne aurait consisté à récupérer le cordon ombilical d'un nouveau-né, à creuser un trou dans la lave du Puʻu Loa, à y placer le cordon et à recouvrir le tout d'une pierre : si le cordon ombilical a disparu le lendemain, alors le nouveau-né est assuré d'avoir une longue vie,. Cet usage se serait diffusé dans tout l'archipel, les Hawaïens des autres îles n'hésitant pas à faire le voyage jusqu'au Puʻu Loa. Toujours dans le cadre de cette pratique, un cercle entourant un seul trou correspondrait au premier né d'une mère, deux cercles concentriques entourant un trou à l'ainé d'un chef et un cercle entourant plusieurs trous l'appartenance à une même famille. Une ligne brisée symboliserait un lézard, un cercle solitaire une calebasse, un cercle accompagné d'une longue ligne représenterait un puloulou, un symbole de tabou. Cette pratique aurait été abandonnée à la fin du XIXe siècle sous la pression des missionnaires et l'évangélisation de la population hawaïenne. La présence des pétroglyphes et leur origine confèrent au Puʻu Loa un caractère sacré pour les Hawaïens et notamment ceux de Kalapana.

## Protection

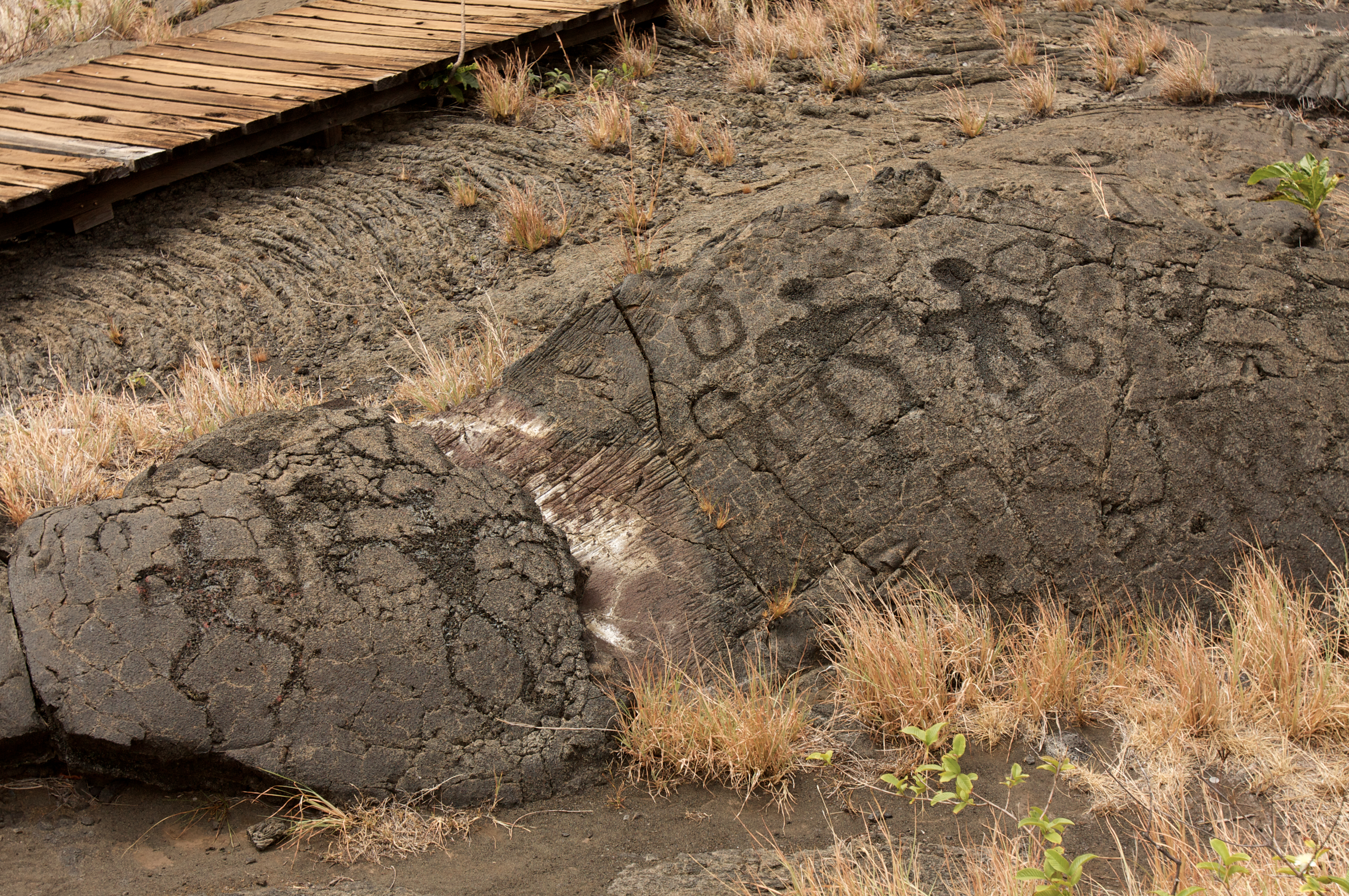
Pétroglyphes vus depuis le ponton en bois aménagé pour protéger les gravures.

Autour des pétroglyphes, le sentier passe par un ponton de bois, réalisé pour limiter l'effacement des pétroglyphes, l'érosion atténuant déjà les gravures. Leur préservation passe aussi par un inventaire de photographies ou de dessins, la technique du crayonnage d'une feuille appliquée sur la pierre ayant été abandonnée en ce qu'elle contribue à la dégradation des figures.